# Бьюкенен, Джеймс Макгилл
Джеймс Макгилл Бьюкенен-младший (англ. James McGill Buchanan Jr., 3 октября 1919 — 9 января 2013) — американский экономист, лауреат премии по экономике памяти Альфреда Нобеля 1986 года «за исследование договорных и конституционных основ теории принятия экономических и политических решений». Является одним из основателей школы новой политической экономии.

## Биография
Родился 3 октября 1919 года в Мерфрисборо (штат Теннесси)
Джеймс Бьюкенен учился в университете Теннесси. Докторскую степень получил в Чикагском университете. Преподавал в университетах Теннесси, Флориды и Виргинском университете. В 1962 году совместно с Г. Таллоком опубликовал работу «Расчёт согласия» (англ. The Calculus of Consent), в которой анализируется процесс принятия экономических решений смешанными методами экономических и политических наук.
Президент Общества «общественного выбора» (1964). Лауреат премии Ф. Сейдмана (1984) и премий А. Смита по двум версиям (1988 и 1991). В честь учёного назван Центр политической экономии университета Джорджа Мэйсона.
Умер 9 января 2013 года.

## Научное творчество
Бьюкенен в своих работах подчеркивал, что публичная политика не может рассматриваться как распределение, но является определением выбора правил, в соответствии с которыми такое распределение осуществляется. Бьюкенен внес серьёзный вклад в возрождение политической экономии как предмета научных исследований.
Работы Бьюкенена нередко воспринимались как ключевой пример так называемого «экономического империализма» (вторжения экономистов в предметы других наук). Однако лауреат премии по экономике памяти Альфреда Нобеля Амартия Сен отметил, что Бьюкенен не имеет ничего общего с «экономическим империализмом». Сен утверждал, что Бьюкенен сделал значительно больше, чем просто введение вопросов этики, правового, политического и социального мышления в экономическую науку. Критическим для понимания системы мыслей Бьюкенена является разграничение между текущей политикой и стратегической политикой. Текущая политика концентрируется на правилах игры, в то время как стратегическая политика фокусируется на стратегии, которой игроки руководствуются при принятии правил игры. «Вопросы хороших правил игры являются доменом социальной философии, в то время как вопросы стратегии принимаемой игроками являются доменом экономической науки. Та сфера, которая образуется между правилами (социальная философия) и стратегией (экономическая наука), образует то, что Бьюкенен называет конституционной политической экономией».
Важным вкладом Бьюкенена в конституционализм является создание научной субдисциплины конституционная экономика.
В соответствие с Бьюкененом этика конституционализма является ключевым вопросом конституционного порядка, который «можно назвать идеализированным миром Канта», где индивидуум, «который отвечает за порядок вместе почти со всеми своими согражданами, основывается на праве, базирующемся на морали, как на главном правиле поведения».
Бьюкенен отверг любую основополагающую концепцию, что государство интеллектуально превосходит своих граждан. Эта философская позиция является основой конституционной экономики. Бьюкенен утверждал, что каждая конституция создана для защиты интересов нескольких поколений, включая последующие поколения. Поэтому конституция должна балансировать интересы государства, общества и отдельного индивидуума.

### Работы
- Бьюкенен Дж. М. Сочинения. Конституция экономической политики. Расчёт согласия. Границы свободы / Нобелевские лауреаты по экономике. Т. 1 / Фонд экономической инициативы. — М.: Таурус Альфа, 1997. — 560 с.

собраны работы:
- Бьюкенен Дж. Конституция экономической политики;
- Бьюкенен Дж., Таллок Г. Расчет согласия. Логические основания конституционной демократии;
- Бьюкенен Дж. Границы свободы. Между анархией и Левиафаном

- Бреннан Дж., Бьюкенен Дж. Причина правил. Конституционная политическая экономия. — СПб.: Экономическая школа, 2005. — 272 с. — ISBN 5-902402-10-7.

### Статьи
- Бьюкенен Дж. Государственные финансы в условиях демократии//Отечественные записки, № 4-5 (5-6), 2002 (англ. Public Finance in Democratic Process // The University of North Carolina Press, 1967)
- Бреннан Дж., Бьюкенен Дж. К налоговой конституции для Лефиафана // Вехи экономической мысли. Экономика благосостояния и общественный выбор. Т. 4 / Под ред. А. П. Заостровцева — СПб.: Экономическая школа, 2004. — 568 с. — ISBN 5-902402-07-7 (англ. Towards a tax constitution for Leviathan//Journal of Public Economics, 1977, 8(3), P.255-273)
- Бьюкенен Дж. М. Политика без романтики: краткое изложение позитивной теории общественного выбора и ее нормативных условий // Вехи экономической мысли. Экономика благосостояния и общественный выбор. Т. 4 / Под ред. А. П. Заостровцева — СПб.: Экономическая школа, 2004. — 568 с. — ISBN 5-902402-07-7 (англ. Politics without romance: a sketch of positive public choice theory and its normative implications)